# 島田正雄
島田 正雄（しまだ まさお、 1919年（大正8年）10月15日 - 1996年（平成8年）3月17日）は、日本のゲイバー「やなぎ」の経営者。千葉県銚子市出身。 

## 経歴
1919年（大正8年）10月15日、千葉県銚子市の魚問屋に八人兄弟の六男として生まれた。生家は網元で、鯛やヒラメなどの活け物を扱う問屋だった。戦後、魚の行商で得た資金でバーを開店。最初は狭い店だった。